# 八坂神社 (日野市)
八坂神社（やさかじんじゃ）は、東京都日野市日野本町3-14-12にある神社。日野八坂神社（ひのやさかじんじゃ）とも呼ばれる。旧社格は村社。日野の総鎮守。

## 歴史

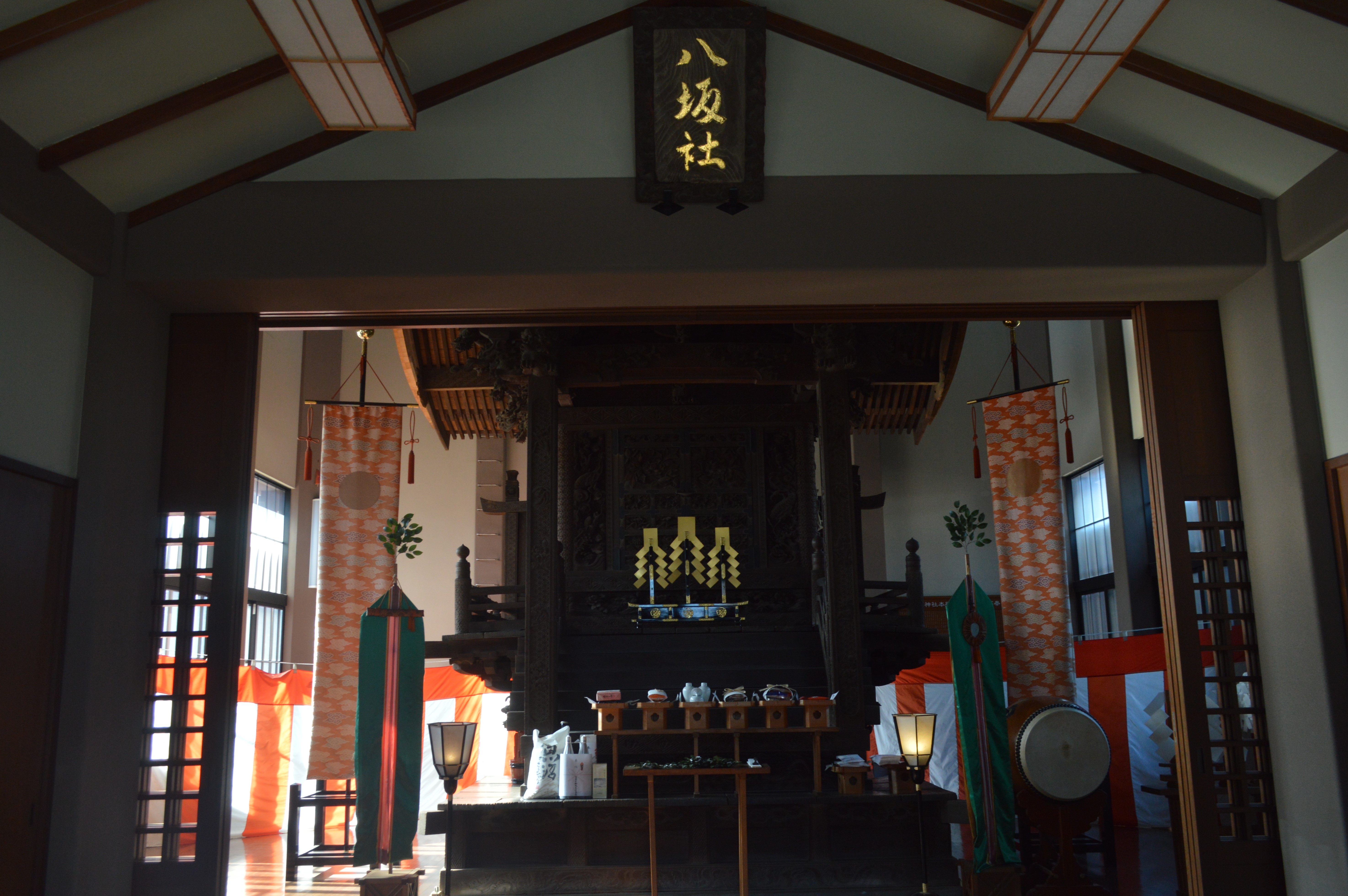
本殿

応永5年（1398年）に創建された。この年に普門寺が開山、普門寺の鎮守として「牛頭天王社」が創建されたのが当社の起源である。その後元亀元年（1570年）に現在地に移転した。
寛政12年（1800年）には精巧な彫刻を有する本殿が建造された。1869年（明治2年）、神仏分離により普門寺から切り離され、牛頭天王信仰が否定されることになった。そこで牛頭天王から素盞嗚尊に祭神を変更し、「八坂神社」に改称した。
1961年（昭和36年）10月1日には本殿が日野市指定文化財に指定された。

## 文化財

### 日野市指定文化財
- 八坂神社本殿 - 1961年（昭和36年）10月1日指定[3]。

## 交通アクセス
- JR中央本線日野駅より徒歩2分。